# Reamonn
Reamonn — німецький поп-рок гурт. Перший сингл «Supergirl» (було продано 400 000 копій) став хітом, а дебютний альбом «Tuesday» протягом місяця став відомим та визнаним у Європі.

## Історія
Соліст гурту, Раймон Гарві родом з ірландського графства Керрі. Інші учасники — з південно-західної частини Німеччини, Баден-Вюртемберга. Перш ніж знайти один одного, кожен працював музикантом. У 1998 році Рей прибув до Німеччини, маючи 50 марок стартового капіталу в кишені. Тут він зустрів Гомеша (Майка Гомерінгера), такого ж «самотнього» музиканта. Саме вони поклали початок гурту.
Пошуки інших музикантів відразу ж увінчалися успіхом. Гомеш запрошує в команду свого старого приятеля, «професора» Зебі, а той, своєю чергою, «Гітариста», або просто Уве. Ще через півроку до них приєднується басист Філ.
Навесні 1999 року склад Reamonn остаточно утвердився і в червні цього ж року хлопці підписують контракт з Virgin Records і починають запис першого альбому на франкфуртській студії Take One. Запис продовжився вже в Манчестері, а зводилася платівка в Лондоні, де Reamonn познайомилися з відомим продюсером Стівом Лайом.
У березні 2000 року Reamonn випускають дебютний сингл «Supergirl». З цього моменту популярність Reamonn почала стрімко зростати. Не продавши ще й половини тиражу, гурт ставить рекорд за рекордом в хіт-парадах на радіостанціях Скандинавії і Прибалтики. 29 травня 2000 року Reamonn випустили свій дебютний альбом «Tuesday» (саме у вівторок були прийняті найголовніші рішення), що приніс їм стабільний успіх по всій Європі.

Автором усіх текстів альбому «Tuesday» став сам Раймон Гарві. Музику ж створювала весь гурт разом. Ось, що Раймон говорить про творчість гурту:
…музику ми створюємо увсі, в п'ятьох — кожен музикант бере в цьому участь. І, зрозуміло, ми ні на кого не схожі — група Reamonn звучить, саме як група Reamonn.
Музиканти описують себе як гурт, який абсолютно точно передає в своїх піснях життя, яким вони живуть — суміш пристрасті, енергії, музики. Пісня «Faith» з альбому «Reamonn» стала офіційною піснею Сезону 2009 німецької автогоночної серії Deutsche Tourenwagen Masters.

## Дискографія

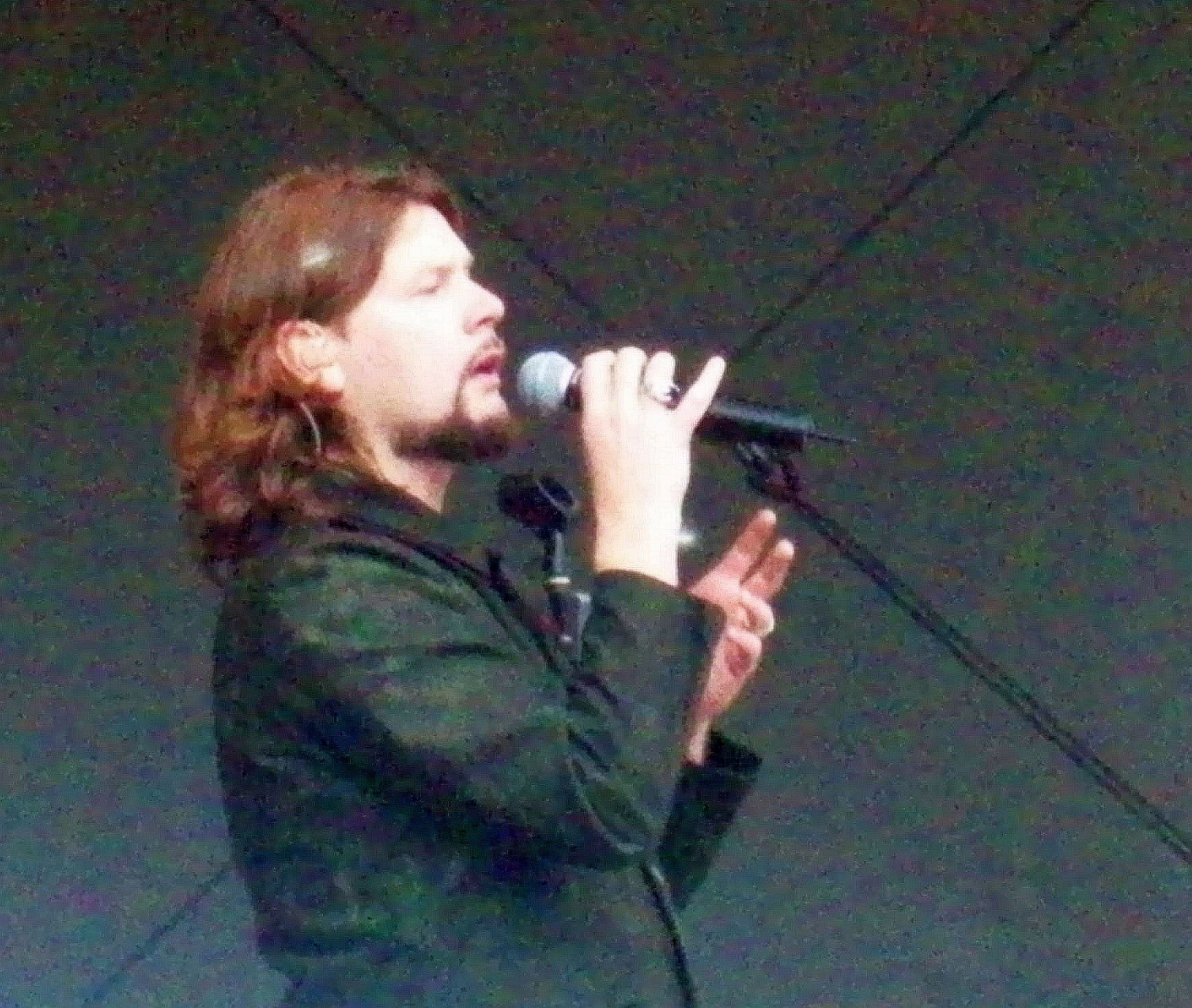
Гарві під час концерту в Дюссельдорфі,Німеччина. 2009 рік.

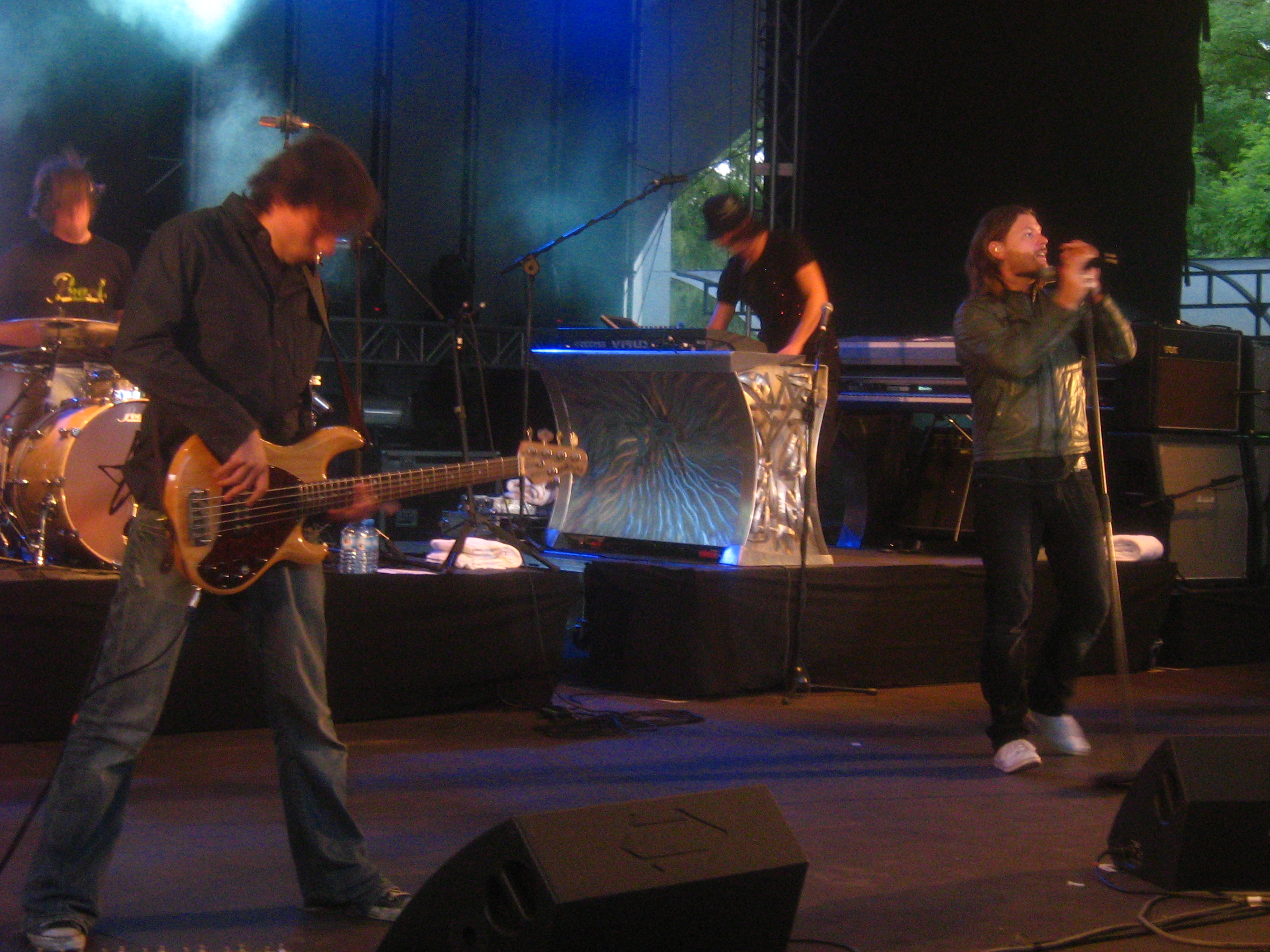
Концерт групи Reamonn в Щеціні. 5 липня 2008 рік.

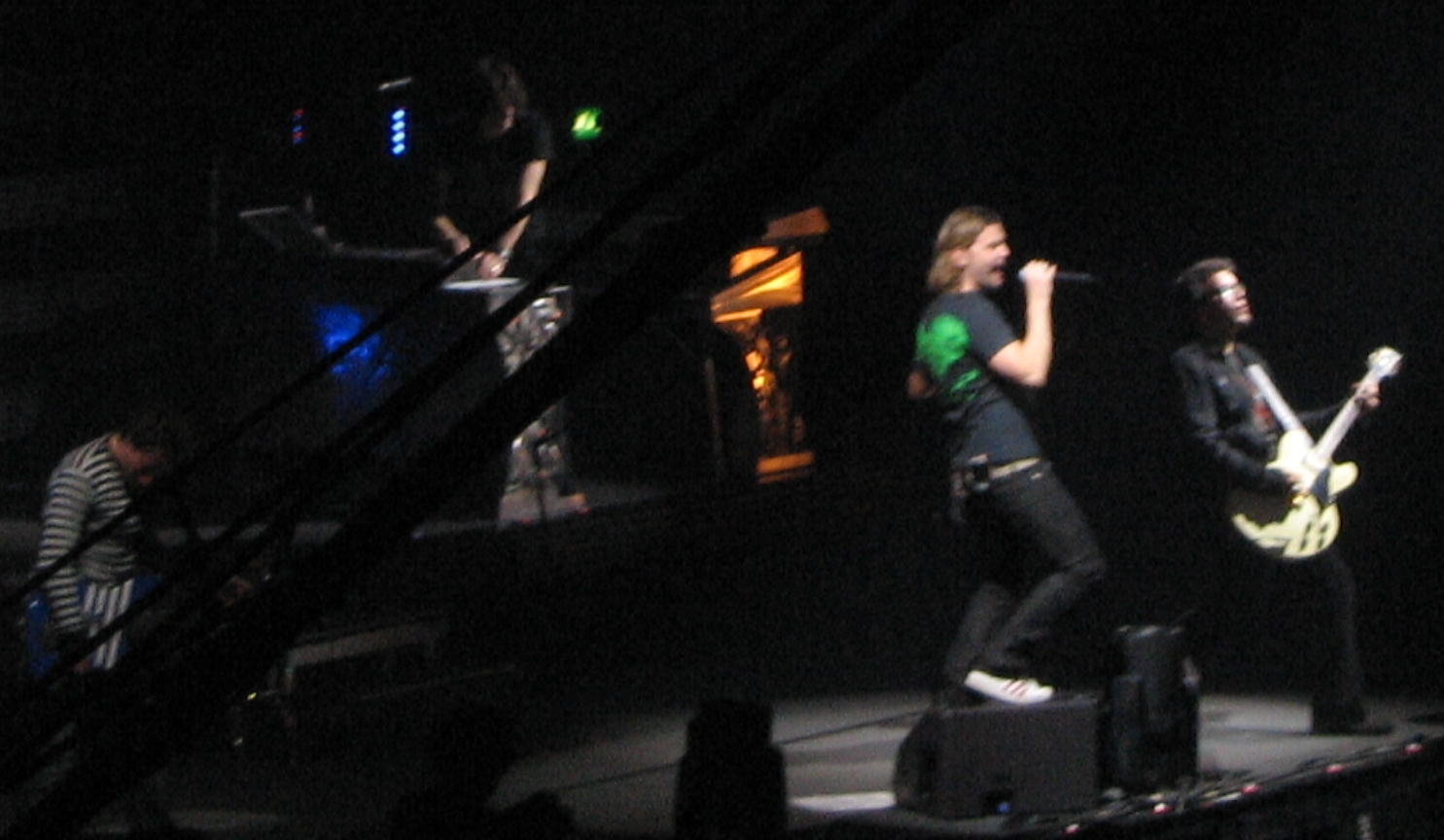
Reamonn на концерті в König-Pilsener-Arena в Оберхаузені (Північний Рейн-Вестфалія, Німеччина) в 2007 році.

Обкладинка альбому Reamonn Wish. 2006 рік.

Обкладинка альбому Reamonn Beautiful Sky. 2003 рік.

Reamonn і Міхаліс Хатзіянніс з піснею «Tonight/Simera».

| Дата випуску | Назва альбому    | Треки |
| ------------ | ---------------- | --- |
| 2010         | Eleven           | 01 Yesterday 02 Colder 03 Let The Morning Sleep 04 Through The Eyes Of A Child 05 Million Miles 06 Moments Like This 07 Aeroplane 08 Open Skies 09 Proomise — Extended version 10 Tonight 11 Serpentine 12 The Only Ones 13 Star 14 Alright 15 Strong 16 Angels Fly 17 Weep 18 Life Is A Dream 19 Supergirl 20 Josephine (New Version 2010) 21 Waiting There For You 22 Swim |
| 2008         | Reamonn          | 01 Faith 02 Million Miles 03 Through the eyes of a child 04 Free like a bird 05 Goodbyes 06 Set of keys 07 Moments like this 08 Aeroplane 09 Open Skies 10 Broken Stone 11 Serenade Me 12 Broken 13 Its over now |
| 2006         | Wish             | 01 Wish 02 Starship 03 Serpentine 04 Promise (You And Me) 05 Shes A Bomb 06 Tonight 07 Just Another Night 08 Starting To Live 09 LA Skies 10 Sometimes 11 Come To Me 12 Out Of Reach 13 The Only Ones |
| 2004         | Raise Your Hands | 01 Stripped 02 Swim 03 Star 04 Strong 05 Supergirl 06 Place of No Return (In Zaire) 07 Promised Land 08 Life Is a Dream 09 Pain 10 Josephine 11 Beautiful Sky Intro 12 Beautiful Sky 13 Alright 14 Sunshine Baby |
| 2003         | Beautiful Sky    | 01 Intro 02 Beautiful Sky 03 Star 04 Falling Down 05 Allright 06 Valentine 07 Strong 08 Promised Land 09 Pain 10 Angels Fly 11 Sunshine Baby 12 A Little Bit Of Sunshine 13 Sold 14 Back Again |
| 2001         | Dream No.7       | 01 Come And Go 02 La Trieste 03 Everytime She Goes Away 04 ° C Inside 05 Picture Of Heaven 06 New World 07 Only When You Sleep 08 Life Is A Dream 09 Flowers 10 Weep 11 Saving An Angel 12 Jeanny |
| 2000         | Tuesday          | 01 7th Son 02 Supergirl 03 Swim 04 If I Go 05 Josephine 06 Head In My Hands 07 She's So Sexual 08 Torn 09 Stripped 10 Waiting There For You 11 Just A Day |

## Склад
| Раймон «Фред» Гарві (Rea Garvey) | Уве Боссерт «Гітарист» (Uwe Bossert) | Гомеш (Mike Gommeringer, Gomezz) | Філ (Philipp Rauenbusch) | Зебі «Професор» (Sebastian Padotzke) |
| Вокал, акустична гітара          | Гітара                               | Ударні                           | Бас                      | Клавішні, саксофон                   |

## Соціальна діяльність
Reamonn бере участь у різних проектах. У лютому 2001 року гурт з послом доброї волі ЮНЕСКО Уте-Генрієтта Оховен відвідали Мінськ і там передали лікарні для дітей хворих на рак понад 120 000 німецьких марок.
У тому ж році вони випустили обкладинку Jeanny Фалько, Reamonn з Xavier Rudd зареєстровані. Усі зібрані кошти підуть до фонду, який було засновано Reamonn Рятувати Ангела, який допомагає дітям, що стали жертвами насильницьких дій. У липні 2007 року група пожертвувала 20 000 євро в надзвичайної допомоги дітям в Дуйсбурзі. Reamonn також регулярно виступає на благодійних концертах.